# یواس‌اس ناتیلوس (اس‌اس‌ان-۵۷۱)
یواس‌اس ناتیلوس (اس‌اس‌ان-۵۷۱) (به انگلیسی: USS Nautilus (SSN-571)) نخستین زیردریایی هسته‌ای ایالات متحده آمریکا است. طول زیردریایی یواس‌اس ناتیلوس ۳۲۰ فوت (۹۸ متر) می‌باشد. این زیردریایی در سال ۱۹۵۴ در آمریکا ساخته شد و در تاریخ ۳ مارس ۱۹۸۰ میلادی، رسماً بازنشسته شد.